# 10984 Gispen
10984 Gispen là một tiểu hành tinh vành đai chính với chu kỳ quỹ đạo là 1166.5103813 ngày (3.19 năm).
Nó được phát hiện ngày 16 tháng 10 năm 1977.